# Società Ginnastica Andrea Doria (calcio)
La squadra di calcio Società Ginnastica Andrea Doria, o Associazione Calcio Andrea Doria, nota più semplicemente come Andrea Doria, fu la sezione calcistica della società polisportiva Società Ginnastica Andrea Doria. Venne fondata nel 1900 e, dopo vari scioglimenti e ricostituzioni, si estinse definitivamente il 12 agosto 1946 quando si fuse con la sezione calcistica della Sampierdarenese per costituire l'U.C. Sampdoria. Nel corso della sua storia vinse quattro tornei FGNI.

## Storia

### L'esordio e i successi nei campionati FGNI

Franz Calì

La Sezione Calcio nacque nel 1900 grazie all'impegno di Francesco Calì. La prima partita disputata si tenne presumibilmente l'11 agosto dello stesso anno, a Novi Ligure. La formazione doriana, che adottava una maglia a quarti bianco e blu, esordì in campionato il 9 marzo 1902, perdendo la sfida col Genoa per 3 a 1, e partecipò alle edizioni seguenti fino al 1927.
In quegli anni il più importante dei calciatori dell'Andrea Doria fu il siciliano Francesco Calì, il quale dopo una stagione nelle file del Genoa, passò nel 1902 alla Società dell'Andrea Doria, dove divenne il capo carismatico della giovane formazione doriana. Nel club bianco-blu giocò 10 anni, diventando il primo giocatore ad indossare la fascia di capitano della Nazionale di calcio dell'Italia. Sotto la sua supervisione, la sezione calcistica aumentò d'importanza e si iscrisse sia al Campionato Italiano di Football 1902 organizzato dalla Federazione Italiana del Football, sia a quelli che venivano considerati i più importanti tornei sportivi italiani, ovvero i Tornei FGNI. La società riuscì ad aggiudicarsi questa prestigiosa competizione per ben 4 volte: nel 1902 a pari merito con il Milan, nel 1910, nel 1912 e nel 1913, ultima edizione disputata prima della soppressione del torneo.
Curiosamente, mentre a seguire con gli anni la rivalità cittadina con il Genoa diede vita a derby incandescenti, gli inizi furono di grande collaborazione tra le due società genovesi, anche grazie agli ottimi rapporti tra Francesco Calì ed il promotore della sezione calcistica rossoblu James Spensley, che nei primi anni di vita della formazione doriana aiutò il collega italo-svizzero a creare una formazione competitiva.
Oltre a Calì, tra i giocatori più famosi che vestirono la maglia doriana si ricordano Ansaldo, Baldini, Fresia, Gramaglia, Torti e i giocatori Luigi Burlando, Aristodemo Santamaria e Enrico Sardi che successivamente avrebbero indossato la maglia del Genoa. Il terreno di gioco dell'Andrea Doria in quegli anni era la Cajenna, campo che si trovava nella zona di Marassi, più precisamente nello spiazzo che oggi separa l'attuale stadio Luigi Ferraris dalle carceri e dove, ironia della sorte, è situata la gradinata dei tifosi genoani. Date le ridotte dimensioni dell'isolato, la Cajenna non aveva tribune, pertanto gli spettatori si assiepavano ai margini del terreno di gioco e per i giocatori ospiti era un vero e proprio inferno.

### Le fusioni nella Dominante e nella Sampdoria
Dopo altalenanti vicende, il 27 luglio del 1927 per volere del regime fascista la società venne unita alla Sampierdarenese dando vita alla formazione denominata La Dominante. In quel momento l'Andrea Doria era la quarta squadra in Italia per partecipazioni al massimo campionato dopo Genoa, Juventus e Milan. Un gruppo di ribelli doriani rifondò invece l'Alessandro Volta, un sodalizio del capoluogo ligure che aveva avuto vita effimera alcuni anni prima.
La Dominante, intanto, retrocessa in Serie B al termine del campionato 1928-1929, l'anno successivo prese il nome di Foot Ball Club Liguria, assimilando anche la Corniglianese. La relegazione in Serie C della nuova compagine determinò la scomparsa della stessa ed il ritorno di Sampierdarenese, Andrea Doria e Corniglianese a svolgere l'attività calcistica separatamente. In particolare, la Doria venne ricreata proprio dai transfughi dell'Alessandro Volta, il quale cessò definitivamente di esistere.
Alla fine della stagione 1939-1940 l'Andrea Doria precipitò in Prima Divisione Ligure e dopo una stagione venne sciolta, mentre la Sampierdarenese, che nel frattempo aveva cambiato nome in Associazione Calcio Liguria, continuò a militare fra Serie A e B. Nel 1944 l'Andrea Doria fu rifondata e l'anno dopo la FIGC, disconoscendo le fusioni coatte volute dal regime fascista, le permise di partecipare al girone Nord di Alta Italia (la provvisoria Serie A).

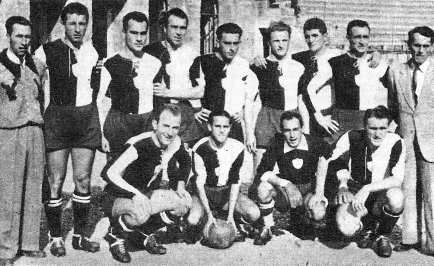
Una delle ultime formazioni dell'Andrea Doria prima dell'incontro con l'Inter (ex Ambrosiana) del 14 ottobre 1945 (2-0 per l'Inter).

Nel campionato 1945-1946 la Sampierdarenese, ritornata al suo vecchio nome, arrivò 14ª e ultima nel suo girone Alta Italia, mentre l'Andrea Doria si classificò 9ª, ma la ristrutturazione del torneo cambiò le carte in tavola. Per il campionato successivo la federazione decise di tornare alla vecchia formula del campionato a girone unico, considerando il campionato 1946-1947 come la continuazione dell'ultimo campionato a girone unico, quello del 1942-1943.
Così facendo la Sampierdarenese, in crisi finanziaria, aveva il titolo per rimanere in Serie A, mentre la ricca formazione doriana, che in quell'ultimo campionato non era presente in quanto sciolta per volontà del regime fascista, sarebbe stata relegata alla Serie B. La ricca dirigenza doriana però aveva già operato un sontuoso mercato estivo per rafforzare la squadra e decise così di rivolgersi alla Sampierdarenese, squadra in crisi economica e dalle scarse probabilità di riuscirsi a iscrivere al campionato, per trovare un accordo ed iscrivere così la formazione doriana al successivo campionato di calcio di Serie A.
Gli accordi tra le due società vennero raggiunti in breve tempo, non senza qualche piccolo intoppo come sulla scelta del nome. I doriani, i quali portavano capitali e giocatori del calibro di Baldini e Bassetto, volevano anteporre il nome Doria e lasciare la sigla Samp in secondo piano; ma il nome Doria-Samp non piaceva ai sampierdarenesi, i quali forti della "proprietà" del titolo sportivo chiedevano ai soci doriani di fare un passo indietro e di anteporre la sigla Samp.
Il nome della nuova formazione si faceva attendere e arrivato il momento di stilare la lista delle 20 partecipanti al nuovo campionato a girone unico, la FIGC inserì la nuova formazione solo con la sigla «Samp» dato che ancora non era stato scelto un nome; fino a quando nell'agosto del 1946 le due formazioni si unirono ufficialmente per la seconda volta dando vita all'attuale Sampdoria. Dopo lo scorporo della sezione calcio a seguito della fusione del 12 agosto 1946 con la sezione calcio della Ginnastica Sampierdarenese, che ha dato vita alla Unione Calcio Sampdoria, la Società Ginnastica Andrea Doria ha proseguito la sua attività di polisportiva.
Nel 1955 la Corniglianese si trasformò nell'Andrea Doria 1955, una società che volle mantenere vivo il ricordo del club fondato nel 1900, senza però rivendicare alcuna continuità storica con esso. Nel 1957 la "Nuova Andrea Doria" arrivò in IV Serie e nel 1959 attuò una fusione con la Sestrese, dando vita al progetto SestreseDoria; dopo due campionati di Serie D le due società preferirono scindersi proseguendo separatamente l'attività come Sestrese e Corniglianese.
Nella stagione 1996-1997 la Sampdoria rese omaggio alle società progenitrici con una maglia celebrativa del cinquantenario che riportava sul davanti la divisa dell'Andrea Doria e sul retro quella della Sampierdarenese. Il 6 dicembre 2020 i sampdoriani scesero in campo contro il Milan indossando una maglia rivisitata dell'Andrea Doria per celebrarne i 120 anni dalla fondazione.

## Allenatori
- 1900-1908  Francesco Calì
- 1908  James Spensley[7]
- 1908-1924  …
- 1924-1926  Imre Payer
- 1926-1927  Poggi
- 1927  Ferenc Molnár
- 1931-1932  ...
- 1932-1933   Friedrich Koch
- 1933-1934  ...
- 1934-1935  ...
- 1935-1936  Paolo Franchetti
- 1936-1937  Ettore Fontana
- 1937-1938  Thomas Coggins
- 1938-1939  Amato Gastaldi
- 1939-1941  ...
- 1945-1946  Italo Zamberletti (1ª-?), poi  János Vanicsek (?-26ª)

## Palmarès

### Competizioni regionali
- Prima Categoria: 1

Liguria 1920-1921

### Altre competizioni
- Torneo FGNI: 4

1902; 1910; 1912; 1913
- Palla d'Argento Henri Dapples: 1

1904